# Mushaga Bakenga
Mushaga Bakenga (ur. 8 sierpnia 1992 w Trondheim) – norweski piłkarz kongijskiego pochodzenia, grający na pozycji pomocnika.

## Kariera klubowa
Bakenga profesjonalną karierę rozpoczął w klubie Rosenborg BK. Po bardzo dobrym w jego wykonaniu sezonie 2011 zainteresowanie nim wyraził niemiecki Hannover 96, który złożył ofertę kupna proponując za piłkarza 10 milionów koron norweskich, dotychczasowy klub jednak jej nie przyjął. Ekipa z Trondheim przystała za to na ofertę belgijskiej ekipy Club Brugge, która zaproponowała 2,6 miliona euro. Bakenga podpisał z nowym zespołem kontrakt na 5,5 roku. Sezon 2012-13 spędził na wypożyczeniu w Cercle Brugge, kolejny zaś w duńskim Esbjerg fB, a jeszcze kolejny w Eintrachcie Brunszwik. Latem 2015 wypożyczono go do Molde FK. W latach 2016–2017 grał w Rosenborgu. Następnie trafił do Tromsø IL.

## Kariera reprezentacyjna
W reprezentacji Norwegii zadebiutował 18 stycznia 2014 roku w towarzyskim meczu przeciwko Polsce. Na boisku pojawił się w 46 minucie meczu..
| Mecze i gole w reprezentacji | Mecze i gole w reprezentacji | Mecze i gole w reprezentacji | Mecze i gole w reprezentacji | Mecze i gole w reprezentacji | Mecze i gole w reprezentacji | Mecze i gole w reprezentacji |
| #                            | Data                         | Stadion                      | Rywal                        | Wynik                        | Gol                          | Rozgrywki                    |
| 2014                         | 2014                         | 2014                         | 2014                         | 2014                         | 2014                         | 2014                         |
| ---------------------------- | ---------------------------- | ---------------------------- | ---------------------------- | ---------------------------- | ---------------------------- | ---------------------------- |
| 1.                           | 18.01.2014                   | Abu Zabi, ZEA                | Polska                       | 0:3                          | 0                            | towarzyski                   |

## Sukcesy
Rosenborg
- Mistrzostwo Norwegii: 2009, 2010